# Eks
Eks je preprosta politična komedija Toneta Čufarja iz leta 1934. Pisana je v načinu ljudske igre. Prikazuje politične spore malega mesta, kjer se za oblast potegujeta dve stranki.

## Objava in uprizoritve
Delo ni bilo objavljeno, ohranjeno je v obliki tiskopisa, ki ga hrani arhiv Slovenskega gledališkega muzeja v Ljubljani. Uprizorjeno je bilo leta 1934 na Delavskem odru na Jesenicah.

## Osebe
- Milan, študent
- Hren, mestni župan
- Hrenova, njegova žena
- Mira, njuna hči
- Cilka, uslužbenka Hrenovih
- Kljukec, tajnik na rotovžu
- Mežan, gostilničar
- Igor, njegov sin
- Kašar, učitelj
- Šulc, policaj
- Mihač, Jurjevec, Hlačon, Tomažev, Balant, Fajdiga, meščani
- Hlačonova
- Poštar

## Vsebina

### Prvo dejanje
Milan se po dolgem času vrne domov, kjer ga vsi prijazno sprejmejo, še posebej županja. Ta se jezi na moža, ker je ves čas zaposlen z delom na rotovžu, kjer ima mlado tajnico. Župan je zares močno zaposlen s sklicevanjem seje, vendar povabljeni raje sedijo v Hrenovi gostilni kot na seji. Medtem Igor zasanjano strmi v Mirino okno, pri tem ga zaloti Milan in obljubi, da bo zaljubljencema pomagal.

### Drugo dejanje
V Mežanovi gostilni posedajo nasprotniki Hrenove stranke, ko prihitijo Mihač, Kljukec in Šulc z novico, da je treba budno paziti in takoj naznaniti vsak temen element. Nihče ne ve, kaj je to, vendar hitijo domov, da bi odstranili sumljive predmete. Mežanov sin naj bi se znebil letakov, s katerimi so pred volitvami smešili vladajoče. A Igor je obupan, misli na samomor, prepričan je, da Mire ne zanima več. Milan ga potolaži z mislijo, da se bo nesporazum kmalu uredil.

### Tretje dejanje
Mira domačim sporoči, da bo šla v samostan, prav vzrok za to pa prikriva. Igorja so namreč spoznali za temen predmet in ga zaprli, ko je v potok metal letake. Županjo popade panika, prepričana je, da je Igor atentator. Župan misli treznejše, ukaže, naj fanta le posvarijo in nato izpustijo. Kljukec pove, da je na rotovžu kurir naznanil ministrov obisk. Hren je navdušen ob novici. 

### Četrto dejanje
Mesto se pripravlja na ministrov obisk, le Milan se posmehuje, da so kot klovni v cirkusu. Igor mu razodene, da bo pobegnil čez goro k stricu, da pozabi na ljubezenske tegobe in bolečino.

### Peto dejanje
Razburjenje ob bližajočem se ministrovem prihodu narašča. Mežan išče sina, pri Hrenovih pa najdejo Mirino poslovilno pismo - storila bo samomor. Hrenovi so obupani, kmalu pa priteče Tomažev z novico, da se Igor in Mira objemata na mostu. Milan zastavi dobro besedo za Igorja, ki je Miro rešil pred smrtjo. Staršem torej ne preostane drugega, kakor da popustijo in zaljubljenca združijo. Mira in Igor se srečna objameta. Tedaj pride brzojavka, da ministra ne bo, ker je vlada padla. Milan oznani, da je zdaj Hren eksžupan - tako je, če čez politiko delajo besedolomci in neznačajneži. Pojedina ob ministrovem odhodu postane praznovanje zaroke Mire in Igorja.